# Kämppäsaari (ö i Norra Karelen, Joensuu)
Kämppäsaari är en ö i Finland. Den ligger i sjön Koitere och i kommunen Ilomants i den ekonomiska regionen  Joensuu ekonomiska region  och landskapet Norra Karelen, i den östra delen av landet, 400 km nordost om huvudstaden Helsingfors. Öns area är 1,7 hektar och dess största längd är 180 meter i sydväst-nordöstlig riktning.